# The Romance of Elaine

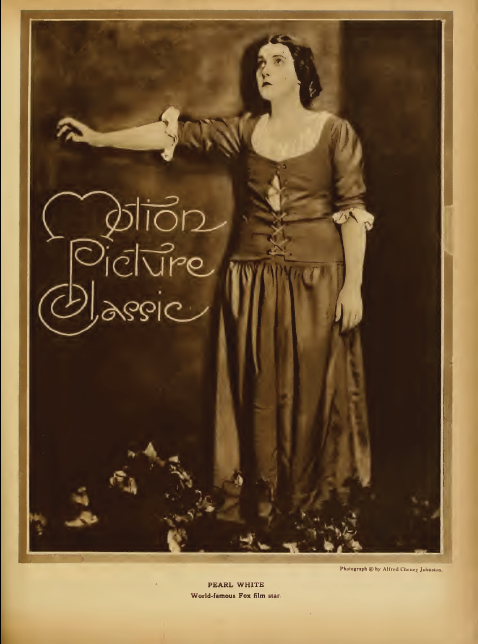
Pearl White, estrela do seriado.

The Romance of Elaine é um seriado estadunidense de 1915, no gênero aventura, produzido pelo Whartons Studio, dirigido por George B. Seitz, Leopold Wharton, Theodore Wharton e Joseph Golden. Foi interpretado por Pearl White e Creighton Hale, e atualmente é considerado perdido.

## Elenco
- Pearl White - Elaine Dodge
- Creighton Hale - Walter Jameson
- Lionel Barrymore - Marcus Del Mar/ Mr. X
- Arnold Daly - Detetive Craig Kennedy
- Warner Oland
- Bessie Wharton - Tia Josephine
- George B. Seitz
- Howard Cody (não-creditado)
- Paul Everton (não-creditado)
- Robin H. Townley (não-creditado)
- Louis Wolheim (não-creditado)

## Capítulos
1. The Lost Torpedo
2. The Gray Friar
3. The Vanishing Man
4. The Submarine Harbor
5. The Conspirators
6. The Wireless Detective
7. The Death Cloud
8. The Search Light Gun
9. The Life Chain
10. The Flash
11. The Disappearing Helmets
12. The Triumph Of Elaine

## Produção
Os 12 capítulos em que o seriado se baseou foram publicados em jornais, enquanto o seriado era exibido nos cinemas. Foi publicado em forma de livro em 1916, como capítulos 6 a 17, no volume intitulado "The Romance of Elaine". Os capítulos 1 a 5 eram a parte do livro em que o seriado anterior, The New Exploits of Elaine (1915), foi baseado.

## Craig Kennedy
Craig Kennedy, personagem principal deste seriado, criado por Arthur B. Reeve, é um cientista detetive da Universidade de Columbia, semelhante ao Sherlock Holmes e Dr. Thorndyke. Ele usa o seu conhecimento de química e psicanálise para resolver casos, além de usar dispositivos exóticos (na época) em seu trabalho como detectores de mentira, giroscópios e sismógrafos portáteis. Apareceu pela primeira vez em dezembro de 1910, na Cosmopolitan, em "The Case of Helen Bond", aparecendo 82 vezes nessa revista, a última em agosto de 1918, e depois em outras revistas, tais como The Popular Magazine, Detective Story Magazine, Country Gentleman, Everybody's Magazine, Flynn's and World Man Hunters, além de 26 romances.
Houve uma extensa filmografia sobre o detetive Craig Kennedy. Entre esses, os seriados The Exploits of Elaine (1914), The New Exploits of Elaine (1915), The Carter Case (1919), The Radio Detective (1926), The Amazing Exploits of the Clutching Hand (1936) também apresentam o mesmo personagem.
Em 1951, o personagem voltou à ativa, na série de TV “Craig Kennedy, Criminologist”, em que Craig foi interpretado por Donald Woods.